# Gurjapur, Raichur
Gurjapur là một làng thuộc tehsil Raichur, huyện Raichur, bang Karnataka, Ấn Độ.